# KWZ
Pour les articles homonymes, voir KWZ (homonymie).
Le KWZ est une graphie du créole réunionnais proposée en 1983, soit six ans après la première proposition, quant à elle appelée Lékritir 77. Elle doit son nom à l'usage intensif qu'elle fait des lettres K, W et Z, peu communes en français. 
Elle a à ce titre été critiquée comme une tentative d'éloigner le plus possible le créole de cette dernière langue.